# Bernhard Ohsam
Bernhard Ohsam (* 5. Juni 1926 in Braller in Siebenbürgen, Rumänien; † 6. November 2001 in Bremen) war ein rumäniendeutscher Journalist, Schriftsteller und Hörfunkredakteur. Er gehörte der deutschsprachigen Minderheit der Siebenbürger Sachsen im heutigen Rumänien an, wurde während des Zweiten Weltkriegs von den Sowjets in ein sowjet-ukrainisches Zwangsarbeitslager verschleppt und flüchtete von dort in mehreren Etappen in den Westen nach Deutschland. Seine Herkunft sowie seine Erlebnisse aus seiner Deportation  und Flucht verarbeitete er später journalistisch und literarisch; außerdem wurde er durch zahlreiche Reiseerzählungen bekannt.

## Leben

### Kindheit, Jugend und Deportation

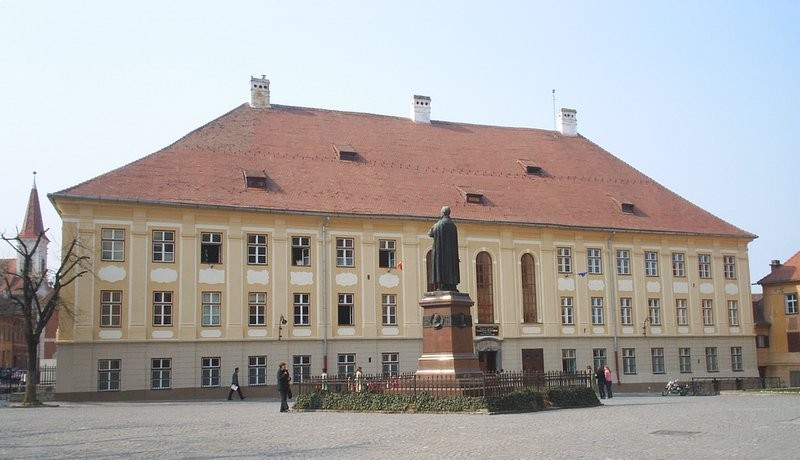
Samuel-Brukenthal-Gymnasium in Hermannstadt

Bernhard Ohsam verbrachte seine Kindheit und Jugend in Siebenbürgen. Sein Großvater war der Mundartdichter und Autor Friedrich Rosler (1855–1943), der überwiegend in Agnetheln (rumänisch Agnita) in Siebenbürgen lebte und dort als Predigerlehrer sowie zeitweilig als Schriftleiter des Agnethler Wochenblattes tätig war. Ohsam wuchs zunächst in seinem Geburtsort Braller (rumänisch Bruiu) in Siebenbürgen auf und besuchte später das Samuel-Brukenthal-Gymnasium (Bild) in der Kreisstadt Hermannstadt (rumänisch Sibiu), das der deutschsprachigen Ausbildung der deutschen Minderheit diente. Als gegen Ende des Zweiten Weltkriegs die Rote Armee seine Heimatregion erreichte, stand er kurz vor seiner Abiturprüfung.
Ohsam geriet Anfang 1945 mit in Gefangenschaft, als  eine Kolonne der deutschen Wehrmacht durch die Rumänische Armee – die nach dem Königlichen Staatsstreich in Rumänien nun auf Seiten der Sowjetunion kämpfte – gefangen genommen wurde. Ein erster Fluchtversuch missglückte. Familienmitglieder wurden als Geiseln genommen und Ohsam wurde durch die Rote Armee in die Ukraine deportiert, wo er als „Aufbauarbeit“ deklarierte Zwangsarbeit leisten musste.
Der Transport erfolgte in Güterwagen, nach zweiwöchiger Fahrt erreichte der Transportzug im Februar 1945 das Arbeitslager Petrowka bei Stalino (heute Donezk), im Donezbecken nördlich vom Asowschen Meer. Die Insassen des primitiven Barackenlagers waren „Deutsche aus Rumänien – Siebenbürger Sachsen und Banater Schwaben – die im Rahmen der Waffenstillstandsverhandlungen zwischen der Sowjetunion und Rumänien als Arbeitskräfte für den Wiederaufbau Russlands verschleppt wurden“.
→ Siehe dazu auch den Abschnitt #Hintergrund der Verschleppung
Bei damaligen Außentemperaturen in den Wintermonaten von bis zu minus 30 Grad musste Ohsam in den ukrainischen Kohlengruben schwere Zwangsarbeit leisten. Er wurde vor allem für Zimmererarbeiten eingesetzt.

### Flucht aus dem Zwangsarbeitslager in den Westen
Nach einem halben Jahr gelang es Ohsam, zusammen mit vier Mitschülern aus dem Zwangsarbeitslager auszubrechen. Eine nach seinen späteren Berichten „abenteuerliche Flucht“ führte die kleine Gruppe durch den Kaukasus und über das Schwarze Meer zurück in ihre Heimat in Rumänien.
Dort bestand Ohsam 1946 das Abitur und setzte danach seine Flucht „in den Westen“ fort. Ohne gültige Papiere und mit nur geringer Barschaft gelangte er durch Ungarn nach Österreich, wobei er alle Grenzen zu Fuß überquerte. In Wien begann er ein Ingenieurstudium, das Examen legte er 1951 in der Bundesrepublik Deutschland ab. Hier endete letztlich „seine Flucht aus sowjetischer Gefangenschaft in den Westen“, bei der er in „abenteuerlicher Fahrt und Wanderung den Weg von der Wolga an den Rhein“ etappenweise in zusammengerechnet „eineinhalb Jahren zurückgelegt“ und dabei „sieben Grenzen ohne gültige Papiere überschritten“ hatte.

### Weiteres Leben und Wirken in Deutschland
Ab 1951 lebte Ohsam in (West-)Deutschland. Er erhielt aufgrund seiner deutschen Volkszugehörigkeit die deutsche Staatsbürgerschaft und war zunächst einige Zeit in der Industrie als Ingenieur tätig. 1954 begann er mit seiner journalistischen und schriftstellerischen Tätigkeit. Ab 1955 veröffentlichte er Erzählungen und andere Beiträge in verschiedenen Zeitungen und Zeitschriften, wie u. a. in der in München erscheinenden Siebenbürgischen Zeitung. Zudem gehörte er dem 1957 bei einer Tagung der Deutschen Jugend des Ostens (DJO) gegründeten Marburger Kreis an, der literarische Arbeiten seiner Mitglieder in limitierten und signierten Einzelfolgen der sogenannten Marburger Druckbogen herausgab.
1958 debütierte er mit seinem Roman Eine Handvoll Machorka und arbeitete seither hauptberuflich als Schriftsteller und Journalist. Ohsam, der zu der Zeit in Stuttgart lebte, wurde für den Südfunk Stuttgart tätig. Er unternahm viele private Fernreisen in Länder auf der ganzen Welt und verarbeitete seine Erlebnisse in zahlreichen Reiseerzählungen. Für den Südfunk reiste er u. a. 1973, diesmal mit gültigen Papieren, nach Rumänien, um Hörfunksendungen vorzubereiten. 1974 wechselte er als Hörfunkredakteur in die Rumänienabteilung des Deutschlandfunks in Köln und verlegte seinen Wohnsitz an den neuen Arbeitsort.
Später übersiedelte Ohsam nach Bremen, wo er im Ortsteil Borgfeld wohnte. Ab 1984 lebte er dort mit der deutschen Bildhauerin Alice Peters (1929–2021) zusammen, die er später heiratete. Gemeinsam mit seiner Frau ging er weiterhin auf Reisen, die bis nach Australien, Nordamerika, Nordafrika und in den Vorderen Orient führten.
Bernhard Ohsam starb 2001 im Alter von 75 Jahren in seiner Wahlheimat Bremen.

## Hintergrund der Verschleppung
Noch vor Ende des Zweiten Weltkrieges wurden durch die Rote Armee bei deren Vormarsch und ab Dezember 1944 zudem durch den sowjetischen Geheimdienst NKWD etwa 360.000 arbeitsfähige Deutsche und Deutschstämmige aus Mittel- und Osteuropa zur „Aufbauarbeit“ in die Sowjetunion deportiert. Neben Jugoslawien (etwa 73.000) und Ungarn (etwa 50.000) entfiel auf Rumänien mit etwa 70.000 Deportierten ein großes Kontingent, das sich aus etwa 30.000 bis 35.000 Banater Schwaben, etwa 30.300 Siebenbürger Sachsen, etwa 5.300 Sathmarer Schwaben und Nordwestsiebenbürgern und etwa 5.000 Deutschen aus dem Altreich zusammensetzte. Sie wurden mehrheitlich in Arbeitslager im Donezbecken (russisch Donbass) deportiert, wo sie Zwangsarbeit im Bergbau, in der Schwerindustrie und auf Baustellen leisten mussten.
Aufgrund der unmenschlichen Lebens- und Arbeitsbedingungen starben etwa 15 Prozent der Deportierten, bis 1949 die Rückführung beschlossen wurde. Erst 1956 kehrte der letzte Siebenbürger nach Hause zurück.

## Literarisches Schaffen
Ohsam verarbeitete seine Deportation und seine „abenteuerliche Flucht“ aus dem sowjetischen Arbeitslager in seinem Roman Eine Handvoll Machorka, der 1958 beim Adam-Kraft-Verlag in Augsburg herauskam. Sein literarisches Erstlingswerk hatte einigen Erfolg und wurde 1995 beim Kölner Kösler Verlag unter dem Titel Hunger und Sichel zum fünften Mal aufgelegt. Nach seinem Romandebüt schrieb er überwiegend Reiseerzählungen. Nahezu alle Geschichten seiner Reisebücher erschienen als Vorabdruck in den Fliegenden Blättern der Bordzeitschrift der deutschen Fluggesellschaft Condor. Ohsams humoristische Reiseprosa begleitete die Urlauber auch in die Hotels, wo seine Erzählungen als sogenannte Reisebonbons auslagen. Insgesamt schrieb Ohsam rund 200 bis 300 Kurzgeschichten.

## Ehrungen
- 1954: 1. Preis beim Erzählerwettbewerb des Göttinger Arbeitskreises, für die Erzählung Keiner kennt des anderen Grenze
- 1964: Ostdeutscher Jugendbuchpreis der Künstlergilde Esslingen, für die Jugenderzählungen Europatransit
- 1972: 3. Preis beim Erzählerwettbewerb des Ostdeutschen Kulturrats (OKR), für die Erzählung Tulpenblüte in Tadschikistan
- 1975: Andreas-Gryphius-Preis
- Siebenbürgisch-Sächsischen Kulturpreises (1996)

## Veröffentlichungen
- Eine Handvoll Machorka. Roman aus Russland. Kraft, Augsburg 1958, DNB 453641792; 3. Auflage unter gleichem Titel: Meschendörfer, München 1970, ISBN 3-87538-000-2; 4. Auflage unter gleichem Titel: Westkreuz, Berlin u. a. 1988, ISBN 3-922131-35-2;
  - 5., bearbeitete und erweiterte Auflage unter dem Titel: Hunger & Sichel. Die Geschichte einer Flucht. Kösler, Köln 1995, ISBN 3-924208-19-0.
- Europatransit. Abenteuerliche Fahrt über heiße Grenzen von der Wolga zum Rhein. Mit Illustrationen von Franz Hauber. Heimatwerk, München 1964, DNB 453641784 (Jugenderzählungen).
  - Erweiterte Neuauflage unter dem Titel: Doswidanija Stalin. Odyssee einer Freiheitssuche. Westkreuz, Bad Münstereifel 1991, ISBN 3-922131-14-X (Autobiografie 1945–1947).
- Eine seltsame Reise und andere Erzählungen. Heimatwerk, München 1964, DNB 453641806.
- Brückenschlag für einen Stein. Erzählung (= Marburger Bogendrucke, Folge 19). Marburger Kreis, Freising 1970, DNB 720247691.
- Freunde, lasst uns fröhlich loben. 20 Jahre Südmährische Sing- und Spielschar. Sealsfield, Stuttgart 1970, DNB 740444824 (Medienkombination mit Schallplatte).
- Prager Puppenspiele. Erzählungen (= Marburger Bogendrucke, Folge 34). Marburger Kreis, Freising 1974, DNB 750851554.
- Miriam und das lila Köfferchen. 15 heitere Reiseskizzen (= Humor in der Tasche, Band 4). Mit Zeichnungen von Winnie Jakob. Wort-und-Welt, Innsbruck 1974, ISBN 3-85373-009-4.
- Mioritza will nicht fressen (= Marburger Bogendrucke, Folge 62). Marburger Kreis, Freising 1980, DNB 880692952.
- Die Maus im Bierglas. Touristengeschichten rund um die Welt. Mit 20 Zeichnungen von Wilfried Gebhard. Kösler, Köln 1983, ISBN 3-924208-00-X; Neuausgabe unter gleichem Titel: Ebd., Köln 1986, ISBN 3-924208-12-3.
- Scheidung auf maghrebinisch. Erzählungen (= Marburger Bogendrucke, Folge 79). Marburger Kreis, Freising 1984, DNB 861129202.
- Paris mit Damen und Ganoven. Heitere Reiseerzählungen aus 5 Kontinenten. Mit Illustrationen von Steffen Köpf. Kösler, Köln 1985, ISBN 3-924208-08-5.
- Verhinderte Brotzeit. Erzählung (= Marburger Bogendrucke, Folge 96). Marburger Kreis, Freising 1989, DNB 947639543.
- Wölfe und Musik. Ernste, heitere und abenteuerliche Geschichten zwischen Mächten und Ideologien. Westkreuz, Bad Münstereifel 1991, ISBN 3-922131-07-7.
- Der Löwe von Samburu. Erzählung (= Marburger Bogendrucke, Folge 111). Marburger Kreis, Würzburg 1992, DNB 1020321571.